# تضاد طبقاتی
تضاد طبقاتی (به انگلیسی: Class conflict) عبارت است از مبارزه‌ای که با اشکال گوناگون بین طبقهٔ استثمارگر و استثمار شونده جریان دارد و بیانگر خصلتِ آشتی‌ناپذیر منافع دوطبقه است. تضاد طبقاتی نیروی اساسی در تمام جوامع منقسم به طبقات متخاصم یعنی دوران‌های برده‌داری، فئودالیسم و سرمایه‌داری به‌شمار می‌رود.
کشف طبقه و مبارزه طبقاتی قبل از پیدایش مارکسیسم صورت گرفت و مورخان و اقتصاددانان و جامعه‌شناسان مترقی و حتی بورژوایی به وجود طبقات در جامعه و مبارزه طبقاتی بین آن‌ها پی برده بودند، ولی تئوری علمی مبارزه طبقاتی را کارل مارکس و فردریک انگلس تدوین نمودند و اهمیت آن را به مثابه نیروی محرکه جوامع منقسم به طبقات متخاصم ثابت کردند و نشان دادند که بالاخره این مبارزه از طریق انقلاب سوسیالیستی و استقرار دیکتاتوری پرولتاریا به از بین بردن هر نوع طبقه و ایجاد جامعهٔ بدون طبقات یعنی جامعه کمونیستی می‌انجامد.

## وقایع نگاری (کرونولوژی)
شورش‌هایی با پیشینه ناسیونالیستی را شامل نمی‌شود.

### باستان کلاسیک
- برادران گراکوس
- جنگ اجتماعی، ۹۱–۸۷ پ. م
- جنگ‌های گالی و ترور ژولیوس سزار به گفته مایکل پارنتی
- تعارض دستورات
- جنگ‌های نوکری روم
- شورش دستار زرد، ۱۸۴–۲۰۵ میلادی

### قرون وسطی
- چیومپی در فلورانس، ۱۳۷۸
- شورش دهقانان در انگلستان، ۱۳۸۱
- شورش ژاکری در فرانسه سده چهاردهم
- قیام شبانه سنت جورج

### عصر مدرن
- جنگ رعایاین آلمان از ۱۵۲۴
- شورش شیمابارا، ۱۶۳۷–۱۶۳۸

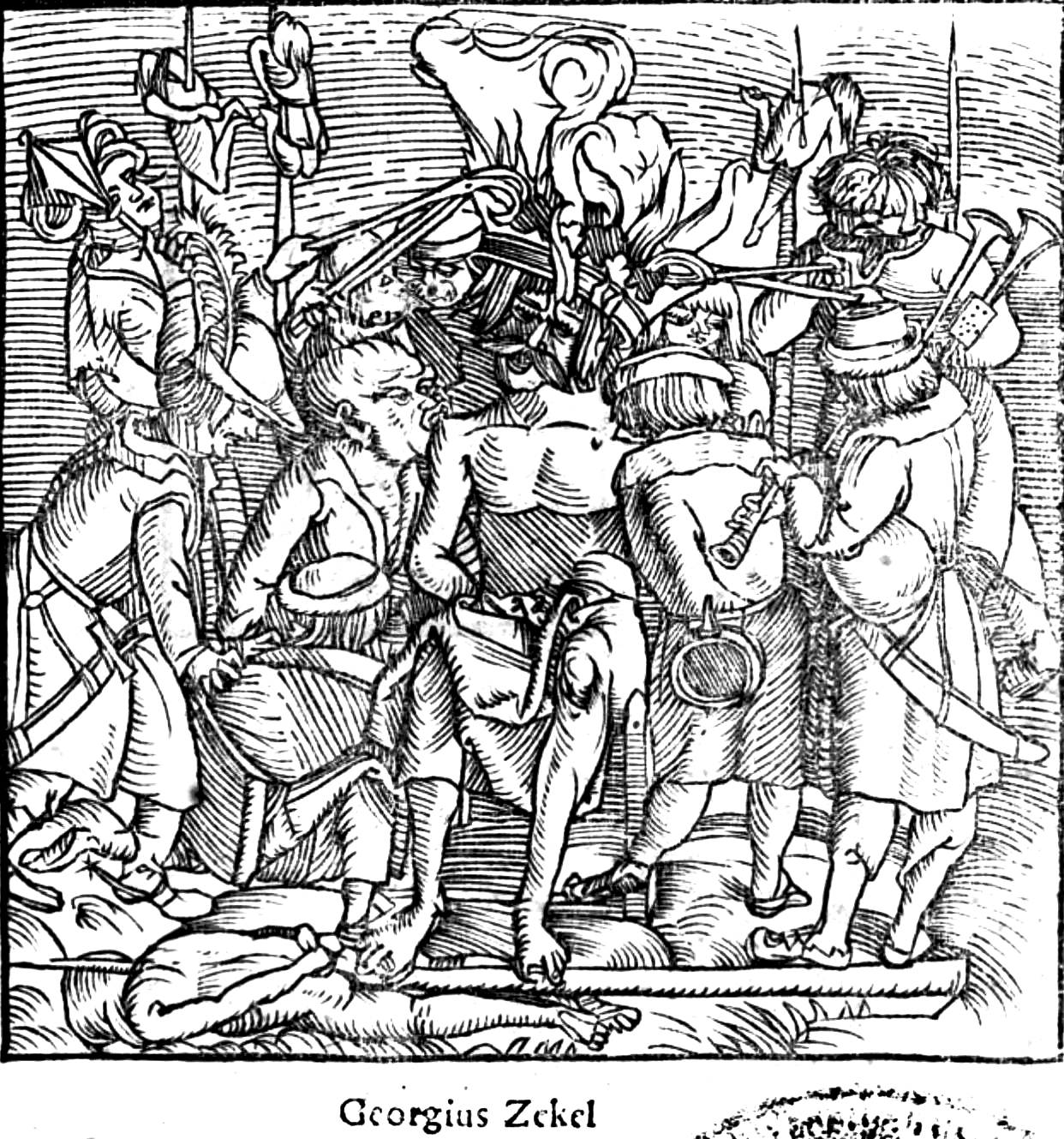
شورش گئورگی دوژا در سال ۱۵۱۴ مانند برق در پادشاهی مجارستان که در آن صدها عمارت و قلعه در آتش سوختند و هزاران نجیب‌زاده به آتش کشیده شد. کشته شد.

- جنگ داخلی انگلستان، ۱۶۴۲–۱۶۵۱ (حفارها)
- انقلاب فرانسه از ۱۷۸۹[۳]
- شورش‌های قیمت قدیمی، ۱۸۰۹
- شورش‌های کانوت در لیون از سال ۱۸۳۱، که اغلب به عنوان آغاز جنبش کارگری مدرن در نظر گرفته می‌شود.
- شورش ژوئن، ۱۸۳۲
- کشتار گالیسیایی، ۱۸۴۶
- انقلاب‌های ۱۸۴۸ در فرانسه و دیگران.
- نیوپورت رایزینگ، شورش سیاسی در سال ۱۸۳۹ به رهبری چارتیست‌ها
- کمون پاریس، ۱۸۷۱
- جنگ شهرستان جانسون، ۱۸۸۹–۱۸۹۳
- جنگ‌های زغال‌سنگ، ۱۸۹۰–۱۹۳۰
- انقلاب دهقانی دونگاک در کره، ۱۸۹۳/۱۸۹۴
- انقلاب ۱۹۰۵ روسیه
- شورش دهقانان رومانیایی ۱۹۰۷
- انقلاب مکزیک از سال ۱۹۱۰
- انقلاب اکتبر در سال ۱۹۱۷
- لیمریک شوروی در ایرلند، ۱۹۱۹
- خیزش ژانویه در آلمان، ۱۹۱۹
- اعتصاب عمومی سیاتل ۱۹۱۹ در سیاتل
- اعتصاب عمومی ۱۹۱۹ در اسپانیا
- اعتصاب عمومی وینیپگ، ۱۹۱۹
- قیام روهر در آلمان، ۱۹۲۰
- شورش کرونشتات، ۱۹۲۱
- نبرد کوه بلر، ۱۹۲۱
- قیام هامبورگ، ۱۹۲۳
- اعتصاب عمومی ۱۹۲۶ بریتانیا
- ۱۹۳۴ حمله در ساحل غربی
- جنگ داخلی اسپانیا، ۱۹۳۶–۱۹۳۹
- کشتارهای دسته جمعی زمینداران در زمان مائوتسه تونگ، ۱۹۴۷–۱۹۵۰
- شورش کمونیستی در میانمار، ۱۹۴۸–۱۹۸۸
- قیام ۱۹۵۳ در آلمان شرقی
- شورش تلانگانا
- انقلاب کوبا، ۱۹۵۳–۱۹۵۹
- انقلاب ۱۹۵۶ مجارستان، تأسیس شورای کارگری
- اعتراضات ۱۹۵۶ پوزنان
- شورش ناکسالیت-مائوئیست، ۱۹۶۷ تا کنون
- مه ۶۸ رویدادهای ۱۹۶۸ در فرانسه
- نبرد واله جولیا در ایتالیا، ۱۹۶۸
- شورش کمونیست‌ها در فیلیپین، ۱۹۶۹ تا کنون
- گربه‌های وحشی در آلمان غربی، ۱۹۶۹
- چندین اعتصاب توسط کارگران معدن زغال‌سنگ در بریتانیا
  - ۱۹۶۹
  - ۱۹۷۲
  - ۱۹۷۴
  - ۸۵–۱۹۸۴
- زمستان نارضایتی ۱۹۷۸/۱۹۷۹
- انقلاب نیکاراگوئه
- بحران قانون اساسی ۱۹۹۳ روسیه
- اعتراض ۱۹۹۹ سازمان تجارت جهانی سیاتل
- تظاهرات ۲۰۰۶ اواکساکا در مکزیک
- انقلاب بولیواری
- شورش‌های ۲۰۰۸ یونان
- انقلاب ۲۰۱۰ قرقیزستان
- انقلاب ۲۰۱۱ مصر
- شورش‌های ۲۰۱۱ انگلستان
- انجمن اجتماعی جهانی
- مجمع جهانی اقتصاد
- جنبش اشغال وال استریت
- حادثه جاسیک
- درگیری‌های بخش‌های کردنشین سوریها
- جنبش جلیقه زردها در فرانسه، ۲۰۱۸–اکنون
- اعتراضات ۲۰۱۹ شیلی